# Rutilo Muñoz Zamora
Rutilo Muñoz Zamora (Tuligtic, Ixtacamaxtitlán, Puebla; 4 de junio de 1951) es un obispo mexicano de la Diócesis de Coatzacoalcos, el segundo en ser obispo de esta diócesis desde el 24 de septiembre de 2002.
Fue ordenado sacerdote el 19 de marzo de 1977 sirviendo como sacerdote en la diócesis de Veracruz hasta que fue elegido como el segundo obispo de la Diócesis de Coatzacoalcos por el papa Juan Pablo II, cargo en el cual se desempeña hasta la actualidad.